# Новафелтрия
Новафѐлтрия (на италиански: Novafeltria, на местен диалект Marcadèn d'la Marècia, Маркаден дъла Мареча) е градче и община в северна Италия, провинция Римини, регион Емилия-Романя. Разположено е на 162 m надморска височина. Населението на общината е 7830 души (към 2010 г.).
Общината се намира в географския район горна Валмарекия.

## История
До 1941 г. градчето се нарича Меркатино Марекия. Общината е част от провинция Пезаро и Урбино, регион Марке до 2009 г., когато участва в провинция Римини.